# Raimondo Garau
Raimondo Garau (Arbus, 1767 c.a. – Genova, 3 gennaio 1824) è stato un politico e giurista italiano.
Nato da una famiglia di piccoli coltivatori, cugino in primo grado del medico e filosofo Pietro Antonio Leo, ebbe un'istruzione grazie al "Legato Garau”, un fondo dello zio paterno, reverendo Francesco Garau, messo a disposizione per i propri discendenti che avessero voluto studiare, a patto che intraprendessero la carriera ecclesiastica.
Iniziò gli studi dapprima a Iglesias, proseguendo ad Ales, ed infine a Cagliari dove apprese, presso le scuole pubbliche, i rudimenti della latinità e delle lettere. Abbandonata la carriera ecclesiastica, per mantenersi fece da precettore presso famiglie ricche.
Laureatosi in legge il 20 febbraio 1794, assunse cariche nella burocrazia statale, divenendo dapprima avvocato fiscale generale del Regno e poi capo dell’ufficio generale del Fisco Regio. Nello stesso periodo insegnò Diritto Civile all’Università di Cagliari.
Si trasferì a Torino nel 1815 nominato senatore del Supremo Senato di Piemonte e consigliere del Supremo Consiglio di Sardegna. In tale veste contribuì alla definizione di alcune delle idee che furono alla base del Codice feliciano.
Morì a 67 anni a Genova il 3 gennaio 1824, durante un viaggio in Sardegna.
In sua memoria nel 1901 gli è stato dedicato un busto nel paese natìo.